# Maria Rosa Sánchez i Nieto
Maria Rosa Sánchez Nieto (Barcelona, 5 de gener de 1962) és una jugadora de basquetbol catalana, ja retirada.
Formada al Club Esportiu Hispano Francès, va fitxar l'any 1980 pel Picadero Comansi i, després del trasllat de l'equip a El Masnou, va jugar al Masnou Comansi. Durant aquest període, guanyà dues Copes de la Reina, dues Lligues espanyoles i quatre Lligues catalanes. Es retirà de la competició al Club Natació Caldes. Fou internacional amb la selecció espanyola en 27 ocasions, destacant la seva participació al Campionat d'Europa de Bàsquet de 1983.

## Palmarès
- 2 Lligues espanyola de bàsquet femenina: 1980-81, 1982-83
- 2 Copa espanyola de bàsquet femenina: 1982-83, 1984-85
- 4 Lligues catalana de bàsquet femenina: 1981-82, 1982-83, 1983-84, 1984-85